# Pusiodactylus flavipennis
Pusiodactylus flavipennis är en skalbaggsart som beskrevs av Philippi 1864. Pusiodactylus flavipennis ingår i släktet Pusiodactylus och familjen Melolonthidae. Inga underarter finns listade i Catalogue of Life.